# Élections législatives de 1914 en Australie-Occidentale
Les élections législatives de 1914 en Australie-Occidentale se sont déroulées le 21 octobre 1914 pour élire les 50 membres de l'Assemblée législative de l'Australie-Occidentale. Le Parti travailliste, mené par le Premier ministre John Scaddan (en), a conservé le gouvernement face à l'opposition du Parti libéral d'Australie-Occidentale (en), mené par le chef de l'opposition Frank Wilson (en), avec une faible majorité. Cette élection a également vue l'émergence du Western Australian Country Party qui a été formé lors d'une conférence des fermiers et des colons de la Farmers and Settlers Association l'année précédente avec le but de défendre les intérêts ruraux. Celui-ci a gagné huit sièges. En somme, 15 sièges ont été gagnés sans contestation.

## Histoire
En vue des élections d'État en Australie-Occidentale, le Parlement a été dissous le 29 septembre. Les ordonnances du gouverneur de procéder à une élection ont été publiées le lendemain. L'élection s'est tenue le 21 octobre avec les urnes ouvertes de 8 à 18 h. L'ouverture des votes pour les sièges de Pilbara et de Gascoyne (en) a eu lieu le 4 novembre tandis que, pour les sièges de Roebourne (en) et de Kimberley (en), elle a eu lieu le 11 novembre. Le 23 novembre, le gouvernement de John Scaddan (en) a été formé. Le Parlement a repris ses sessions le 3 décembre.
La fragilité de la majorité du Parti travailliste a été particulièrement démontré un an plus tard lorsque le siège du député du Parti travailliste Joseph Gardiner (en) est devenu vacant et qu'un député du Patri libéral a été élu pour le remplacer. Le Parti travailliste est devenu un gouvernement minoritaire le 18 décembre 1915 lorsque Edward Johnston (en) se retira du parti pour servir en tant qu'indépendant. Le 27 juillet 1916, le gouvernement de John Scaddan a été défait et Frank Wilson (en) est devenu le nouveau Premier ministre.

## Résultats
| Inscrits                                   | Inscrits                 | Inscrits                 | 1 168 546 |             |                      |                      |
| Abstentions                                | Abstentions              | Abstentions              | 1 071 941 | 91,73 %     |                      |                      |
| Votants                                    | Votants                  | Votants                  | 96 605    | 8,27 %      |                      |                      |
|                                            |                          |                          |           |             |                      |                      |
| Bulletins enregistrés                      | Bulletins enregistrés    | Bulletins enregistrés    | 96 605    |             |                      |                      |
| Bulletins blancs ou nuls                   | Bulletins blancs ou nuls | Bulletins blancs ou nuls | 1 127     | 1,17 %      |                      |                      |
| Suffrages exprimés                         | Suffrages exprimés       | Suffrages exprimés       | 95 478    | 98,83 %     | 50 sièges à pourvoir | 50 sièges à pourvoir |
|                                            |                          |                          |           |             |                      |                      |
| Liste                                      | Tête de liste            |                          | Suffrages | Pourcentage | Sièges acquis        | Var.                 |
| Parti travailliste                         | John Scaddan (en)        |                          | 40 205    | 42,11 %     | 26 / 50              | -8                   |
| Parti libéral d'Australie-Occidentale (en) | Frank Wilson (en)        |                          | 41 929    | 43,91 %     | 16 / 50              | 0                    |
| Western Australian Country Party           | James Gardiner (en)      |                          | 13 344    | 13,98 %     | 8 / 50               | +8                   |

Il est à noter que 12 des 26 sièges du Parti travailliste n'étaient pas contestés, ce qui représentait un total de 214 741 voteurs inscrits. De plus, le Parti libéral (en) et le Country Party avait aussi chacun un siège non contesté représentant respectivement 1 663 et 4 801 voteurs inscrits.